# Свети Георги (Неа Потидея)
„Свети Георги“ (на гръцки: Αγίου Γεωργίου) е православна църква, разположена в Неа Потидея на полуостров Касандра. Църквата е разположена в центъра на селото. Част е от Касандрийската епархия на Вселенската патриаршия.
Царските икони в храма са от 1865 година, дело на Теодосий Анагност.